# Lerista lineata
Espèce
Lerista lineata est une espèce de sauriens de la famille des Scincidae.

## Répartition
Cette espèce est endémique d'Australie-Occidentale en Australie.

## Étymologie
Le nom spécifique lineata vient du latin lineatus, rayé, en référence à l'aspect de ce saurien.

## Publication originale
- Bell, 1833 : Characters of two new genera of reptiles. Proceedings of the Zoological Society of London, vol. 1833, no 1, p. 98–99 (texte intégral).